# Thủy điện Đăk Lô
Thủy điện Đăk Lô là thủy điện xây dựng trên dòng Đăk Lô  trên vùng đất xã Ngok Tem huyện Kon Plông tỉnh Kon Tum, Việt Nam .
Thủy điện Đăk Lô có tổng công suất lắp máy 22 MW với 3 bậc, 6 tổ máy, sản lượng điện hàng năm 92,1 triệu KWh, khởi công tháng 2/2012  hoàn thành tháng 1/2016 .
Các bậc thủy điện có:
1. Thủy điện Đăk Lô 1 có công suất lắp đặt 6 MW.
2. Thủy điện Đăk Lô 2 có công suất lắp đặt 6 MW.
3. Thủy điện Đăk Lô 3 có công suất lắp đặt 10 MW.

## Tác động môi trường dân sinh
Việc đặt đường ống áp lực bằng thép nổi trên mặt dẫn đến đường Trường Sơn Đông bị sạt lở khi mưa lũ đầu tháng 01/2016 . Đầu tháng 12/2016 sạt lở lại xảy ra .